# Murviel-lès-Montpellier
Murviel-lès-Montpellier – miejscowość i gmina we Francji, w regionie Oksytania, w departamencie Hérault.
Według danych na rok 1990 gminę zamieszkiwało 935 osób, a gęstość zaludnienia wynosiła 92 osoby/km² (wśród 1545 gmin Langwedocji-Roussillon Murviel-lès-Montpellier plasuje się na 363. miejscu pod względem liczby ludności, natomiast pod względem powierzchni na miejscu 750.).